# Eutaw
Eutaw és una població dels Estats Units a l'estat d'Alabama. Segons el cens del 2000 tenia 1.878 habitants.

## Demografia
Segons el cens del 2000, Eutaw tenia 1.878 habitants, 778 habitatges, i 504 famílies. La densitat de població era de 158,7 habitants/km².
Dels 778 habitatges en un 24,7% hi vivien nens de menys de 18 anys, en un 39,5% hi vivien parelles casades, en un 21,5% dones solteres, i en un 35,1% no eren unitats familiars. En el 33,5% dels habitatges hi vivien persones soles el 15,4% de les quals corresponia a persones de 65 anys o més que vivien soles. El nombre mitjà de persones vivint en cada habitatge era de 2,31 i el nombre mitjà de persones que vivien en cada família era de 2,95.
Per edats la població es repartia de la següent manera: un 22,4% tenia menys de 18 anys, un 8% entre 18 i 24, un 22,6% entre 25 i 44, un 24,4% de 45 a 60 i un 22,5% 65 anys o més.
L'edat mediana era de 43 anys. Per cada 100 dones hi havia 84,8 homes. Per cada 100 dones de 18 o més anys hi havia 75,9 homes.
La renda mediana per habitatge era de 23.056 $ i la renda mediana per família de 32.946 $. Els homes tenien una renda mediana de 30.284 $ mentre que les dones 18.869 $. La renda per capita de la població era de 14.573 $. Aproximadament el 24,7% de les famílies i el 28,9% de la població estaven per davall del llindar de pobresa.

## Poblacions més properes
El següent diagrama mostra les poblacions més properes.